# 屈氏豆娘魚
屈氏豆娘魚（學名：Abudefduf troschelii），為輻鰭魚綱鱸形目隆頭魚亞目雀鯛科的其中一種。分布於東太平洋墨西哥加利福尼亞灣至秘魯北部，包括加拉巴哥群島海域，深度1-12公尺，本魚體呈成橢圓形且側扁，身體側面有五個暗帶，其間有背部黃色間隙，腹部銀白色，尾鰭叉形，胸鰭基部有一黑斑，背鰭硬棘13枚、背鰭軟條12-13枚、臀鰭硬棘2枚、臀鰭軟條10-13枚，體長可達20公分，棲息在岩礁及珊瑚礁，成群活動，屬雜食性，以浮游生物、藻類等為食，可做為觀賞魚。